# Ame-no-Uzume

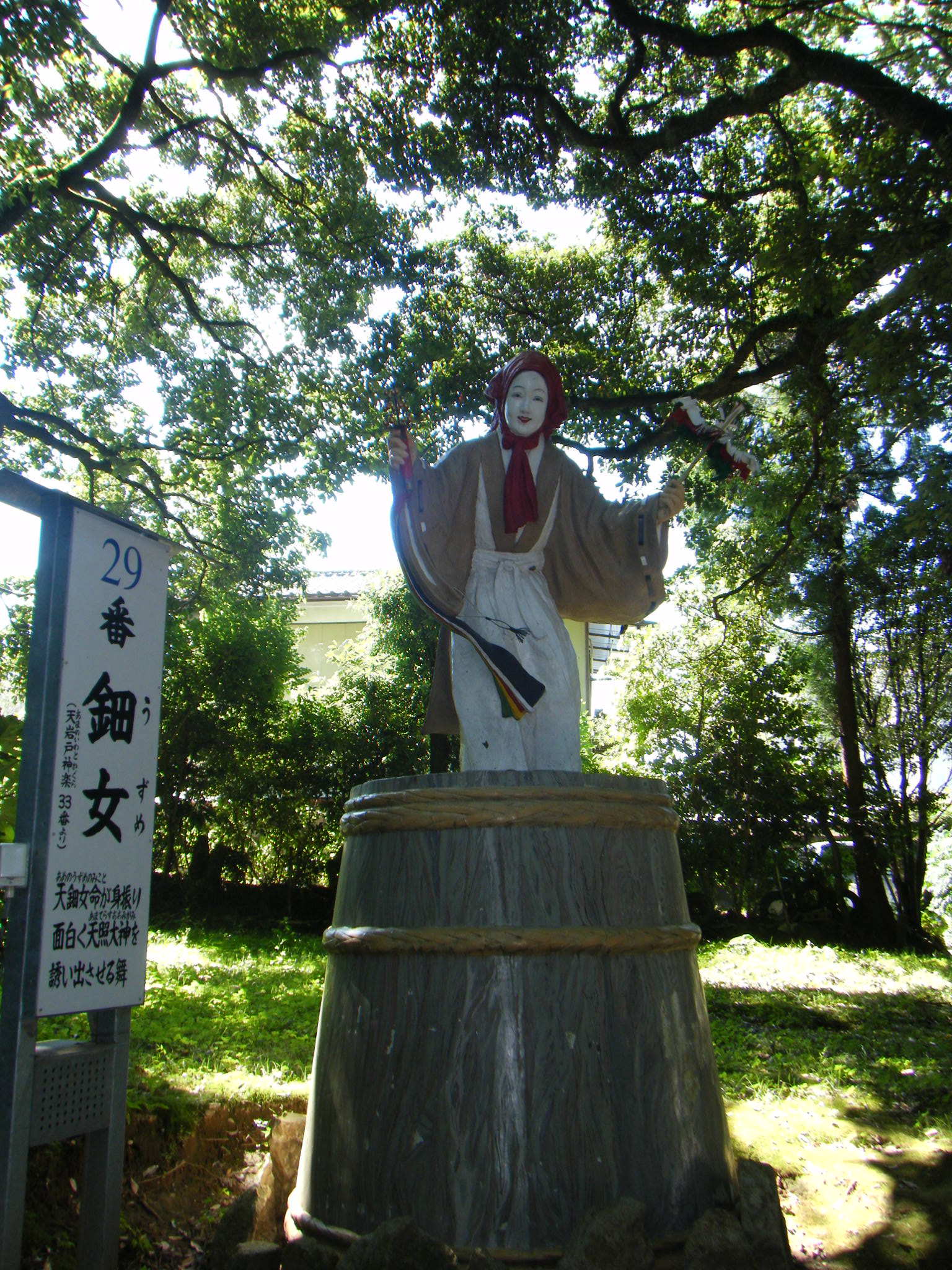
Estatua de piedra de Ame-no-Uzume.

Ame no Uzume es la diosa (kami) de la felicidad, la fertilidad y la danza. Ella fue, en gran parte, responsable de la salida de Amaterasu fuera de su caverna.
Tras creerse vencedor en la lucha contra su hermana Amaterasu, diosa del Sol, Susanoo, el dios de los Océanos y las Tormentas, arrastrado por el orgullo del triunfo destruyó campos de cultivo y esparció excrementos por los altares sagrados. Además, rompiendo el tejado de la estancia sagrada donde las hilanderas celestiales tejían las túnicas de los dioses, huyeron aterrorizadas, clavándose las lanzaderas. Esto asustó a la diosa Amaterasu que se escondió en una cueva, Ame-no-Iwa-ya-do. El mundo, sin la iluminación del sol, oscureció y los dioses, atrayendo a los espíritus malignos.
Para intentar sacarla de su escondrijo, los dioses se reunieron y  realizaron distintos rituales. La diosa Ame-no-Uzume puso un cubo boca abajo frente a la cueva, se subió en él y comenzó a bailar frenéticamente hasta entrar en trance. El movimiento hizo que se le desatara el cíngulo de la túnica, mostrándose desnuda delante de otras deidades. Tan cómico les pareció la escena que los dioses se rieron con tal estruendo de carcajadas que provocó la curiosidad de Amaterasu.
Amaterasu entreabrió la roca que cerraba la cueva, mirando con curiosidad la causa de tal alboroto. Al asomarse, vio con asombro su reflejo en un espejo que los dioses Ame-no-ko-yane y Futo-dama había puesto frente a la cueva, abriendo cada vez más la roca que cerraba la cueva. 
En aquel momento, el dios Ame-no-ta-jikara, que estaba oculto tras la puerta, le agarró por la mano y la sacó de la cueva, impidiendo a la diosa volver a esconderse. El dios Futo-dama extendió una cuerda sagrada para impedir que Amaterasu volviera a esconderse en la cueva. De esta manera volvió la luz al mundo. 
La danza de Ame-no-Uzume delante de la cueva donde se escondía la diosa Amaterasu se consideran los orígenes del Kagura, danzas sagradas del sintoísmo.
Uzume todavía es adorada hoy como kami o deidades de la religión sintoísta del Japón. También la conocen como Ame-no-Uzume, la Gran Persuadora, y la Hembra Divina Alarmante. Ella es representada en la farsa kyogen como Okame, una mujer que se deleita en su sensualidad.
- Datos: Q462803
- Multimedia: Ame-no-Uzume-no-Mikoto / Q462803